# Rio Verde (vattendrag i Brasilien, Goiás, lat -18,01, long -50,23)
Rio Verde är ett vattendrag i Brasilien.   Det ligger i delstaten Goiás, i den sydöstra delen av landet, 300 km sydväst om huvudstaden Brasília.
Omgivningen kring Rio Verde består till största delen av jordbruksmark. Området är mycket glesbefolkat, med 3 invånare per kvadratkilometer.